# Syrrhopodon hornschuchii
Syrrhopodon hornschuchii là một loài rêu trong họ Calymperaceae. Loài này được Mart. mô tả khoa học đầu tiên năm 1840.